# Patrimonialgericht Messenhausen
Das Patrimonialgericht Messenhausen war ein Patrimonialgericht der Freiherren von Frankenstein, zuletzt im Großherzogtum Hessen. Es umfasste ausschließlich Messenhausen (Messenhäuser Höfe).

## Rahmen
Die Patrimonialgerichtsbarkeit umfasste nicht nur die erstinstanzliche Rechtsprechung, sondern auch eine Reihe von Kompetenzen im Bereich der öffentlichen Sicherheit und Ordnung, ähnlich der eines Amtes. Der moderne Staat war daher im Sinne des Gewaltmonopols bestrebt, solche hoheitlichen Kompetenzen selbst zu übernehmen.

## Geschichte
Beim Übergang an das Großherzogtum aufgrund der Rheinbundakte 1806 befand sich Messenhausen im Besitz der Familie von Frankenstein. Das Großherzogtum gliederte den Ort in seine Provinz Starkenburg ein. Die Patrimonialgerichtsbarkeit der Familie von Frankenstein blieb davon aber unberührt.
1821 kam es zu einer Verwaltungsreform im Großherzogtum. Mit ihr erfolgte nun auch auf unterer Ebene die Trennung der Rechtsprechung von der Verwaltung. Die Ämter wurden aufgelöst. Für die Verwaltung wurden Landratsbezirke geschaffen, für die erstinstanzliche Rechtsprechung Landgerichte. Hinsichtlich der Verwaltung war nun der Landratsbezirk Langen für Messenhausen zuständig, die Rechtsprechung übten aber weiterhin die Herren von Frankenstein aus.
1822 gaben die Freiherren von Frankenstein ihre Patrimonialgerichtsbarkeit auf und die erstinstanzliche Rechtsprechung für Messenhausen wurde dem Landgericht Langen übertragen.